# VR-Bank Donau-Mindel
Die VR-Bank Donau-Mindel eG ist eine Genossenschaftsbank mit Hauptstellen in Dillingen an der Donau, Burgau, Günzburg an der Donau und Holzheim. Juristischer Sitz ist Dillingen a.d.Donau. Das Geschäftsgebiet umfasst Teile des Landkreises Dillingen an der Donau und des Landkreises Günzburg.

## Geschichte
Durch Fusionen mit mehreren ehemals selbständigen Raiffeisenbanken im Landkreis Günzburg in den 1960er und 1970er Jahren sowie 1992 mit der ehemaligen Raiffeisenbank Günzburg und einer erfolgreichen Entwicklung wuchs das Geschäftsgebiet der Raiffeisenbank Burgau stetig an. Auch der Name der Genossenschaft wurde immer wieder verändert. "Spar- und Darlehenskasse", "Raiffeisenkasse" und schließlich "Raiffeisenbank" waren hier die einzelnen Stationen in der Unternehmensgeschichte.
2013 schlossen sich die Raiffeisenbank Burgau und die Raiffeisen-Volksbank Dillingen zur neuen Raiffeisen-Volksbank Dillingen-Burgau eG zusammen. Im Rahmen der Abstimmungen durch die Mitgliedervertreter wurde auch die Verlagerung des Firmensitzes nach Dillingen beschlossen.
Im Jahre 2014 fusionierte die Bank mit der Volksbank Günzburg. Das neue Unternehmen heißt VR-Bank Donau-Mindel eG mit juristischem Sitz in Dillingen.
Im Juni 2023 erfolgte die Abstimmung zur Fusion mit der Raiffeisenbank Aschberg. Die Umsetzung der Fusion wurde am 14. Oktober 2023 abgeschlossen.

## Niederlassungen
Die VR-Bank Donau-Mindel eG unterhält 15 Geschäftsstellen und 11 SB-Geschäftsstellen.

## Ausbildung
Die Ausbildung bei der VR-Bank Donau-Mindel eG ist für Realschüler und Abiturienten möglich. Neben der klassischen Ausbildung zur Bankkauffrau bzw. zum Bankkaufmann ist auch das "Duale Studium" im Bankbereich möglich. Seit 2019 bietet das Unternehmen auch die Ausbildung zur Immobilienkauffrau/zum Immobilienkaufmann sowie zur Servicefachkraft für Dialogmarketing im Kundenservicecenter an.